# Adani Power
Adani Power ist ein indischer Stromversorger, der zur Adani Group gehört. Das Unternehmen betreibt unter anderem folgende Kohlekraftwerke:
- Kraftwerk Mundra mit einer installierten Leistung von 4,62 GW
- Kraftwerk Tiroda mit 3,3 GW
- Kraftwerk Kawai mit 1,32 GW
- Kraftwerk Udupi mit 1,2 GW